# Traité d'annexion de la Corée de 1907
Le traité d'annexion[Quoi ?] de la Corée de 1907 est un traité passé entre le Japon et la Corée le 24 juillet 1907. Faisant suite au Traité d'Eulsa de 1905, il renforce la mainmise du Japon sur la péninsule coréenne, préparant l'annexion complète du pays en 1910. Ce traité confère au Résident-général de Corée, un administrateur japonais, le droit de nommer et de révoquer tous les hauts fonctionnaires de l'administration territoriale, tout en précisant que ceux-ci ne peuvent qu'être japonais.